# Răzbunare

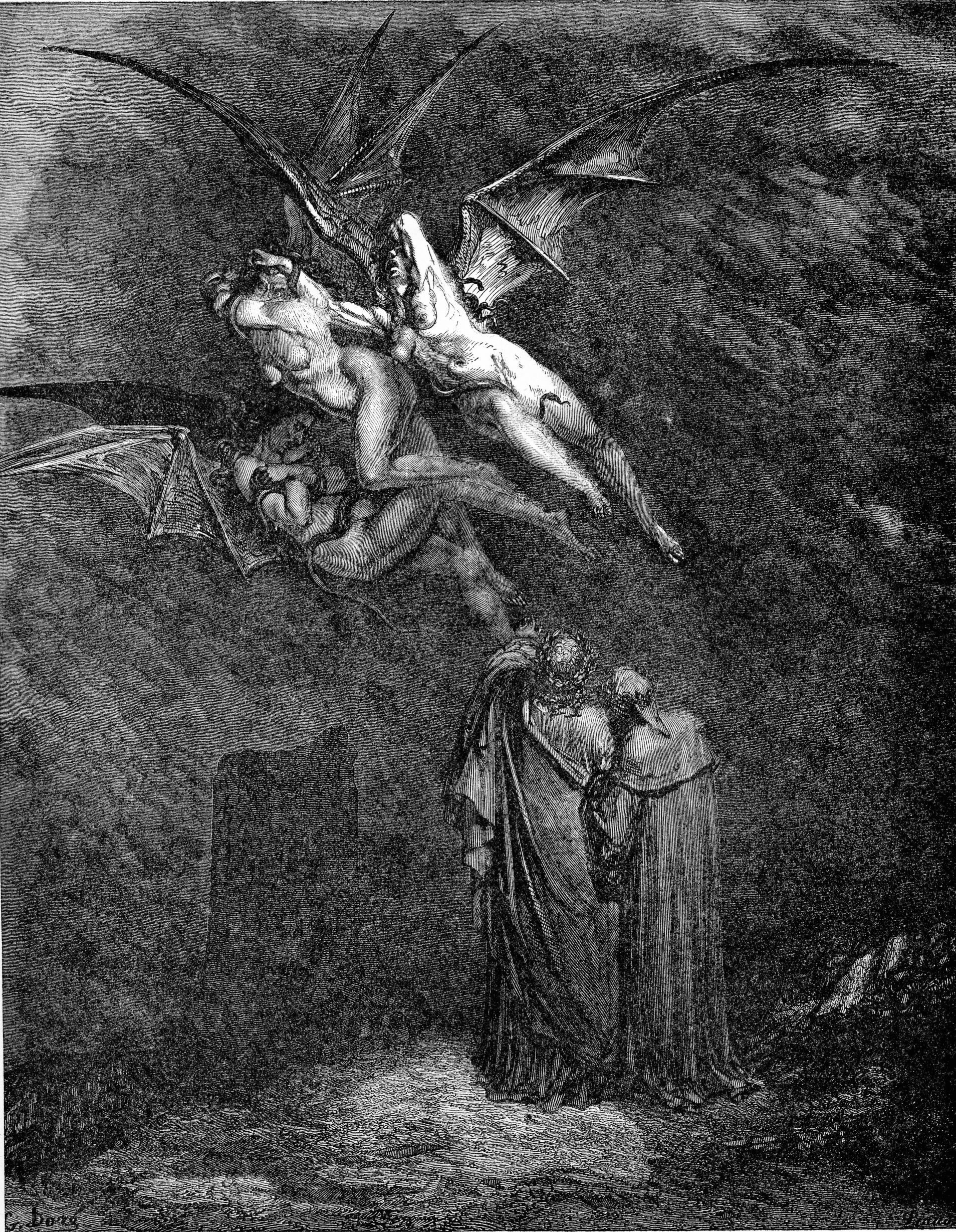
Gravura de Gustave Doré care ilustrează personificarea zeului răzbunării.

Răzbunarea este un act prin care cel care se consideră jignit, nedreptățit caută să se revanșeze, să-și facă singur dreptate, spălând rușinea îndurată și pedepsind pe cel ce i-a cauzat răul, după obiceiul arhaic ochi pentru ochi și dinte pentru dinte. În mitologia persană Aesma Daeva este zeul furiei, al răzbunării, și aparține grupului de demoni Daevas. Una dintre formele extreme ale răzbunării este vendetta.